# Aleksandra Perišić
Aleksandra Perišić (en serbio: Александра Перишић; Belgrado, 2 de julio de 2002) es un deportista serbia que compite en taekwondo.
Participó en los Juegos Olímpicos de París 2024, obteniendo una medalla de plata en la categoría de –67 kg. En los Juegos Europeos de Cracovia 2023 consiguió una medalla de oro en la misma categoría.
Ganó una medalla de plata en el Campeonato Mundial de Taekwondo de 2022 y dos medallas de bronce en el Campeonato Europeo de Taekwondo, en los años 2022 y 2024.

## Palmarés internacional
| Juegos Olímpicos   | Juegos Olímpicos         | Juegos Olímpicos  | Juegos Olímpicos |
| Año                | Lugar                    | Medalla           | Categoría        |
| ------------------ | ------------------------ | ----------------- | ---------------- |
| 2024               | París (Francia)          | Medalla de plata  | –67 kg           |
| Campeonato Mundial |                          |                   |                  |
| Año                | Lugar                    | Medalla           | Categoría        |
| 2022               | Guadalajara (México)     | Medalla de plata  | –67 kg           |
| Juegos Europeos    |                          |                   |                  |
| Año                | Lugar                    | Medalla           | Categoría        |
| 2023               | Krynica-Zdrój (Polonia)  | Medalla de oro    | –67 kg           |
| Campeonato Europeo |                          |                   |                  |
| Año                | Lugar                    | Medalla           | Categoría        |
| 2022               | Mánchester (Reino Unido) | Medalla de bronce | –67 kg           |
| 2024               | Belgrado (Serbia)        | Medalla de bronce | –67 kg           |